# Vorstendom Eichsfeld

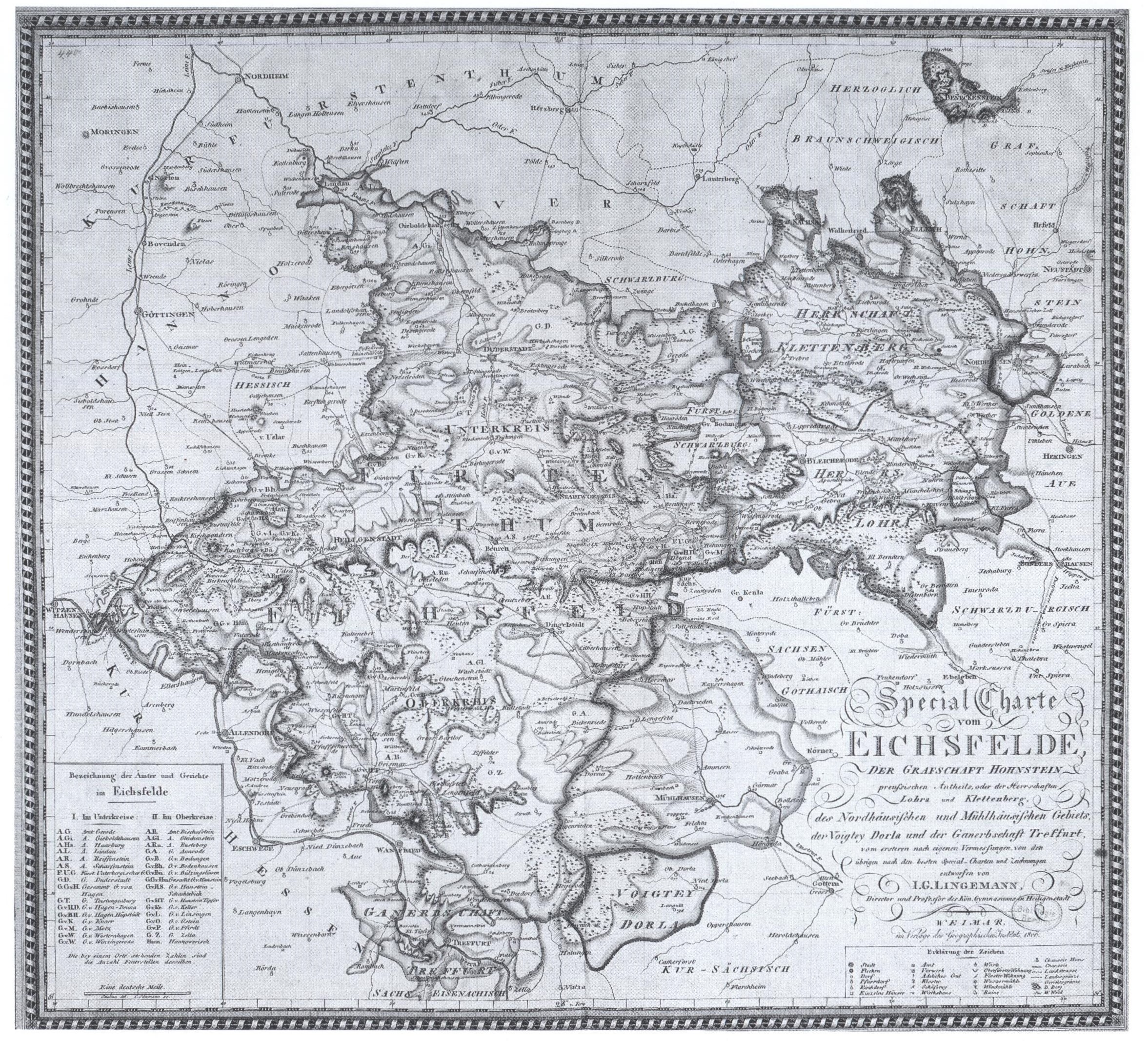
Kaart van Eichsfeld

Eichsfeld in Thüringen en Nedersaksen was een tot het keurvorstendom Mainz behorend gebied binnen het Heilige Roomse Rijk.
Sinds de elfde eeuw verwierf het aartsbisdom Mainz op basis van missioneringswerk belangrijke gebieden in het Eichsfeld rond Heiligenstadt. Deze gebieden werden later het Obereichsfeld genoemd. Het hertogdom Brunswijk-Grubenhagen verpandde in 1342/1358 Duderstadt en Gieboldehausen en in 1434 Lindau aan het aartsbisdom. Het pand werd nooit meer ingelost en het gebied werd sindsdien Untereichsfeld genoemd.
Keurvorst Adalbert decentraliseerde het keurvorstendom Mainz door het te verdelen in vier Viztums. De zetel van het Viztum in het Eichsfeld werd de burcht Rusteberg. In 1540 werd de zetel verlegd van Rusteberg naar Heiligenstadt.
Tijdens de Reformatie gingen veel bewoners tot het lutheranisme over, maar de keurvorst van Mainz kon de Contra-Reformatie snel invoeren zodat het Eichsfeld een katholieke enclave in Noord-Duitsland werd. In 1692 werden de grensconflicten met Brunswijk vreedzaam beëindigd. Omstreeks 1736 werd het bestuur gemoderniseerd. De Vicedom werd vervangen door een hoger in rang staande stadhouder. 
Paragraaf 3 van de Reichsdeputationshauptschluss van 25 februari 1803 kende het gebied aan het koninkrijk Pruisen toe. Onder Pruisisch bestuur werd het gebied vorstendom genoemd. Bestuurlijk werd het samengevoegd met de ook Pruisisch geworden Erfurt en de rijkssteden Mühlhausen en Nordhausen. De bestuurszetel van dit gecombineerde gebied werd Heiligenstadt. Deze bestuurlijke eenheid werd in 1803 nog uitgebreid met het graafschap Hohnstein. In 1804 werd de zetel verlegd naar Erfurt en Hohnstein bij het vorstendom Halberstadt gevoegd.
Na de nederlagen tegen Frankrijk moest Pruisen in 1807 in de Vrede van Tilsit al zijn gebieden ten westen van de Elbe (en dus ook het Eichsfeld) afstaan. Het Eichsfeld maakte vervolgens deel uit van het koninkrijk Westfalen. Het Congres van Wenen gaf Pruisen in 1815 zijn verloren gebieden terug, onder de voorwaarde van een vergelijk met het koninkrijk Hannover. In de onderhandelingen die volgden, stond Pruisen in een ruilverdrag van 29 mei 1815 het Untereichsfeld af aan Hannover. Het Pruisisch blijvende Obereichsfeld werd bij de provincie Saksen gevoegd.